# Orzinuovi
 Orzinuovi ist eine norditalienische Gemeinde (comune) mit 12.425 Einwohnern (Stand 31. Dezember 2023) in der Provinz Brescia in der Lombardei. Die Gemeinde liegt etwa 28 Kilometer südwestlich von Brescia und etwa 60 Kilometer östlich von Mailand am östlichen Ufer des Oglio. Sie grenzt unmittelbar an die Provinzen Bergamo und Cremona.

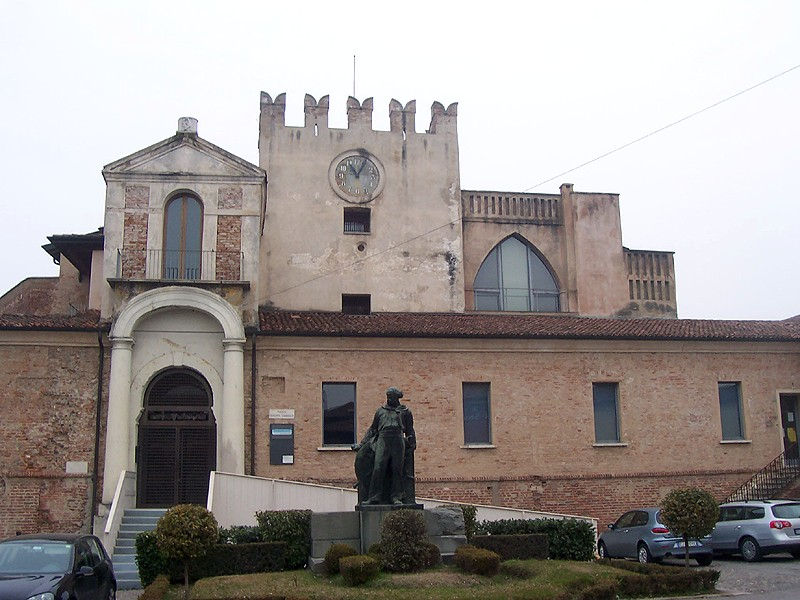
La Rocca bei Orzinuovi

## Geschichte
Als Festung Orci Novi wurde die Siedlung 1193 gegründet. Von 1466 bis 1797 war sie Teil der Republik Venedig.

## Persönlichkeiten
- Bartolomeo Montagna (um 1450–1523), Maler
- Stephana Quinzani (1457–1530), Heilige der römisch-katholischen Kirche
- Pier Maria Bagnadore (1550–1627), Bildhauer und Maler
- Grazio Cossali (1563–1629), Maler
- Franco Margola (1908–1992), Komponist und Musikpädagoge
- Fermo Mino Martinazzoli (1931–2011), Politiker
- Cesare Prandelli (* 1957), Fußballspieler und -trainer
- Sergio Volpi (* 1974), Fußballspieler
- Giuseppe Favalli (* 1972), Fußballspieler
- Omar Tomasoni (* 1984), Trompeter
- Vanessa Ferrari (* 1990), Turnerin